# Knights and Merchants
Knights and Merchants (englisch für „Ritter und Kaufleute“) mit dem Untertitel The Shattered Kingdom (kurz TSK) ist ein 1998 veröffentlichtes deutsches Aufbau- und Echtzeit-Strategiespiel, entwickelt von Joymania Entertainment. Ähnlich wie die frühen Spiele der bekannteren Die-Siedler-Reihe widmet es sich dem Aufbau einer Stadt mit darauffolgender Produktion von Militäreinheiten. 2001 erschien eine eigenständige Gold Edition unter dem Titel Knights and Merchants: The Peasants Rebellion kurz TPR.

## Spielmechanik
Der Kern des Spiels ist der Aufbau eines kleinen Wirtschaftssystems (Dorf) mit Schwerpunkt auf Nahrungsmittelproduktion und Herstellung von Waffen. Das Ende einer Mission wird kriegerisch ausgetragen, sprich die produzierten Einheiten dienen dazu, die gegnerischen Soldaten und Niederlassungen zu zerstören.

### Militärsystem
Die in Werkstätten produzierten Waffen werden in der Kaserne eingelagert und können dort zur Rekrutierung verwendet werden. Für eine solche Ausbildung benötigt man einen Rekruten, die jeweiligen Waffen und Rüstungen und gegebenenfalls ein Pferd für berittene Einheiten.
Man unterteilt das Militär in folgende Gruppen:
- Infanterie (Miliz, Axtkämpfer, Schwertkämpfer, (Barbar/Krieger))
- Stabträger (Lanzenträger, Pikeniere)
- Fernkämpfer (Bogenschütze, Armbrustschütze)
- Kavallerie (Späher, Rittergardist)
- Söldner (Rebell, Vagabund, Knappe, Barbar/Krieger, (Miliz))
- Belagerungsmaschinen (Katapult, Balliste)

Die Stärken der Nahkampfeinheiten folgen grob einem klassischen Schere-Stein-Papier-System. Reiter sind Infanteristen etwas überlegen, Stabträger sind sehr effektiv gegen Reiter, Infanterie ist Stabträgern überlegen.
Jede Einheit belegt ein Feld auf dem Kartenraster, daher können bei größeren Schlachten in der Regel nicht alle Nahkämpfer zugleich kämpfen. Folglich kommt der Kombination mit Fernkämpfern, die über verbündete Einheiten hinweg angreifen, aber extrem verwundbar im Nahkampf sind, eine Schlüsselrolle zu.
Mit der Gold Edition The Peasants Rebellion wurden Söldner eingeführt, die man im Rathaus mit Gold erwerben kann. Diese Einheiten sind allerdings sehr schwach oder kostspielig, der Vorteil ist, dass keine Produktionsketten für Waffen und Rüstungen aufgebaut werden müssen. Ebenso neu sind die Kriegsmaschinen, die mit Steinbrocken und Pfeilen die Gegner sehr schnell aus der Distanz dezimieren und das Spiel somit um einiges erleichtern. Diese sind jedoch recht teuer in der Herstellung.

### Wirtschaftssystem

Warenabhängigkeit der Gebäude untereinander

#### Güterverwaltung
Im Gegensatz zu vielen anderen RTS-Spielen gibt es kein globales Warenkonto. Wie in der Spielereihe Die Siedler befinden sich alle Güter im Spiel stets an einem Ort auf der Karte, nie in einem globalen Konto. Zur Verarbeitung oder Lagerung müssen sie stückweise zum Zielort oder in ein Lager transportiert werden. Der Transport erfordert Straßen, die mithilfe der Ressource Stein errichtet werden müssen, sowie Träger, die Waren zwischen den Produktionsstätten und Lagern automatisch transferieren.

#### Einheitenverwaltung
Träger für den Warentransport und Bauarbeiter für die Errichtung neuer Gebäude sowie Arbeiter für Produktionsgebäude müssen mit Gold ausgebildet werden.
Alle Arbeiter sind spezialisiert, jedes Gebäude benötigt einen spezifischen Arbeitertyp wie Bauer oder Bergmann. Ausgebildete Einheiten können weder ihre Spezialisierung ändern noch aufgelöst werden.
Zivile Einheiten agieren eigenständig und können nicht vom Spieler gesteuert werden.
Soldaten können manuell zu Truppen zusammengefasst werden. Truppen werden vom Spieler kontrolliert, allerdings wird die Kontrolle aufgehoben, wenn sich eine Truppe im Kampf befindet. In diesem Fall bewegen sich alle Soldaten zum Kampf und können erst wieder gesteuert werden, sobald alle Gegner getötet sind.

#### Siedlungsbau
Zu Beginn des Spiels fängt man mit dem Bau einer Siedlung an. Zunächst sind nur sehr grundlegende Gebäude verfügbar. In der Regel werden neue Gebäude erst verfügbar, sobald ein zur Versorgung benötigtes Gebäude errichtet worden ist, beispielsweise ist ein Bauernhof erforderlich, um eine Mühle bauen zu können.
Zu den ersten und wichtigsten Gebäuden gehören das Lagerhaus, die Schule und das Wirtshaus. Sind diese Gebäude zerstört, gilt u. a. eine Mission als verloren.
Zunächst werden Steinbrüche, Holzfäller und Sägewerke benötigt, um die Baumaterialien Steine und Bretter zu produzieren. Mit Brettern kann außerdem bereits die Herstellung einfacher Waffen begonnen werden.
Nach der Baumaterialproduktion wird die Nahrungsproduktion verfügbar. Winzereien produzieren Wein, Bauernhöfe bauen Korn an. Dieses kann zu Brot verarbeitet werden oder in Schweinezuchten zur Produktion von Würsten und Leder für einfache Rüstungen verwendet werden. Mit der Erweiterung The Peasants Rebellion können auch Fische gefangen werden.
In Bergwerken baut man die Ressourcen Kohle, Eisenerz und Golderz ab, die für die Herstellung von Waffen und Geld vonnöten sind.
Schließlich werden Schmieden verfügbar, in denen mit Eisen und Kohle die stärksten Waffen und Rüstungen hergestellt werden.
Zudem können mit der Erweiterung The Peasants Rebellion Rathaus und Kriegsmaschinenwerkstatt errichtet werden, die Zugriff auf Söldnereinheiten und Belagerungswaffen geben.

#### Nahrungsversorgung
Jede Einheit hat einen Ausdauerwert, der sich mit der Zeit verringert. Bei Versorgung mit Nahrung wird die Ausdauer wieder aufgefüllt. Sinkt die Ausdauer auf null, stirbt die Einheit.
Alle Zivilisten suchen bei Hunger automatisch ein Gasthaus auf und essen dort. Je nach Art der konsumierten Nahrung wird verschieden großer Teil der Ausdauer wiederhergestellt. Soldaten werden an ihrer gegenwärtigen Position auf der Karte von Trägern mit Nahrung versorgt, sobald der Spieler den Befehl dazu erteilt, dabei wird die Ausdauer unabhängig von der Nahrungsart voll wiederhergestellt.

## Entwicklungsgeschichte
Knights and Merchants: The Shattered Kingdom (kurz: TSK) wurde von Joymania Entertainment entwickelt, welches von zwei ehemaligen Die-Siedler-II-Entwicklern, Peter Ohlmann (Programmierer) und Adam Sprys (Grafiker), gegründet worden war. 1998 wurde TSK von Zuxxez in Europa veröffentlicht.

### Gold-Edition
Bei dem 2001 erschienenen The Peasants Rebellion (kurz TPR) handelt es sich um ergänzte Version des Basis-Spiels The Shattered Kingdom. Ursprünglich sollte TPR als eigene Missions-CD erscheinen, diese wurde aber wegen Problemen des Produzenten TopWare Interactive nicht veröffentlicht. TPR erweiterte das Basisspiel um einige neue Karten und Einheiten als auch neue Bildschirmauflösungen.

### Ende der Unterstützung
Die Spielergemeinschaft hält das Spiel mit Hilfe Inoffizieller Patches am Leben. So werden sowohl verbliebene Spielmechanik-Fehler korrigiert als auch Anpassungen zur Erhaltung der Kompatibilität mit aktuellen Plattformen durchgeführt.

### Wiederveröffentlichung
2007 veröffentlichte die in Nottingham ansässige Linux Game Publishing eine Portierung, durchgeführt von RuneSoft, für Linux.
2009 wurde Knights and Merchants: The Peasants Rebellion in einer für Windows XP und 7 aufbereiteten Version bei Good Old Games wiederveröffentlicht.

### Open Source Remake
Mehrere Fans arbeiten daran, das Spiel für moderne Systeme neu zu programmieren. Das Projekt KaM Remake zielt darauf, teilweise unter Nutzung der vorhandenen Spieledateien, die Spiel-Engine komplett neu zu schreiben.
Es wird im Wesentlichen eine exakte Reproduktion des Originalspiels angestrebt. Neben der Behebung von Fehlern werden aber teilweise auch Veränderungen der Spielmechanik implementiert, etwa die Einführung eines Gebäudes für den Warenhandel.
Die resultierende Anwendung wird als Freeware bereitgestellt, allerdings muss eine Version des Originalspiels bereits installiert sein, um das KaM Remake nutzen zu können.
Eine lauffähige Version für Windows existiert und wird auf der Website des Projekts bereitgestellt.

## Musik
Ein nennenswerter Aspekt an Knights and Merchants ist die Wahl der verschiedenen Musikthemen, welche während des Spiels im Hintergrund mitlaufen. Es wurden imposante Stücke der klassischen Musik des 18. bis 19. Jahrhunderts, z. B. ein bearbeiteter Teil der Sonate Nr. 11 in A-Dur KV 331 von Wolfgang Amadeus Mozart, verwendet.

## Rezeption
PowerPlay urteilte, es handele sich um ein gelungenes Spiel mit anspruchsvollem Spielspaß. Die Cutscenes, mittelalterliche Musikstücke und die Animationen sowie das Wirtschaftssystem spielen gut ineinander. Die Handhabung der Truppen im Militärpart sei hingegen schwerfällig. Zudem habe die KI stellenweise Aussetzer. Das Prinzip der indirekten Steuerung auch der Soldaten sei konsequent, sorge jedoch auch für Chaos auf dem Schlachtfeld. Die Missionen innerhalb der Kampagne seien sehr ähnlich. Das Spiel besäße zudem lange Leerlaufphasen. Der Wegebau sei hingegen besser gelöst als im geistigen Vorgänger Die Siedler II. Das Wirtschaftssystem sei komplex und nachvollziehbar. Die Benutzeroberfläche sei teils zu unflexibel.